# Säsong 7 av Teenage Mutant Ninja Turtles (2003)
Säsong 7 av Teenage Mutant Ninja Turtles (2003), även kallad Back to the Sewer, är seriens sjunde säsong.

## Lista över avsnitt
| Nr |  | Titel                              |  | Regissör    | Manus                       |  |  | Originalvisning   |  | TV-kod |  |  |
| --- |  | ---------------------------------- |  | ----------- | --------------------------- |  |  | ----------------- |  | ------ |  |  |
| 144 |  | "Tempus Fugit"                     |  | Roy Burdine | Eric Basart                 |  |  | 13 september 2008 |  |        |  |  |
| När Cody Jones tidsmaskin reparerats, förbereder sköldpaddorna och Splinter sin hemresa. Viral tar dock kontroll över tidsportalen och skickar sköldpaddorna på diverse äventyr i historien i hopp om att de skall förintas. Snart hamnar de i en inte alltför avlägsen framtid Tengu-Shredder, Utrom-Shredder och en tredje, okänd, Shredder stride om makten. Serling lyckas snart skicka hem sköldpaddorna, medan Splinter blir fånge i cyberrymden. Samtidigt tar sig Viral in i Fotklanens databaser där ett program infekterar Viral, som blir Cyber-Shredder. Titelreferens: Tempus fugit |  |                                    |  |             |                             |  |  |                   |  |        |  |  |
| 145 |  | "Karate Schooled"                  |  | Roy Burdine | Michael Ryan                |  |  | 20 september 2008 |  |        |  |  |
| Sköldpaddorna återförenas med April och Casey Jones, medan Donatello börjar arbeta med en uppfinning för att ta sig in i cyberrymden och hämta tillbaka Splinter. Samtidigt har Casey Jones börjat på en karateskola som leds av Khan, som hjärntvättar sina elever i ett försök att återskapa Fotklanen. Snart kontaktas Khan av Cyber-Shredder. |  |                                    |  |             |                             |  |  |                   |  |        |  |  |
| 146 |  | "Something Wicked"                 |  | Roy Burdine | Michael Ryan                |  |  | 27 september 2008 |  |        |  |  |
| Sköldpaddorna tar sig in i cyberspace för att återfå så mycket de kan av Splinter. |  |                                    |  |             |                             |  |  |                   |  |        |  |  |
| 147 |  | "The Engagement Ring"              |  | Roy Burdine | Robert David                |  |  | 4 oktober 2008    |  |        |  |  |
| Casey Jones och Raphael beger sig till Chinatown för att hitta en förlovningsring. Samtidigt är Hun, som söker skydd från Cyber-Shredder, ute efter en magisk ring som kan användas för att kalla på monster. |  |                                    |  |             |                             |  |  |                   |  |        |  |  |
| 148 |  | "Hacking Stockman"                 |  | Roy Burdine | Joe Kelly                   |  |  | 18 oktober 2008   |  |        |  |  |
| Medan Donatello försöker återfå Splinter, dras övriga sköldpaddor in i gängkonflikten mellan Fotklanen och Purple Dragons. |  |                                    |  |             |                             |  |  |                   |  |        |  |  |
| 149 |  | "The Incredible Shrinking Serling" |  | Roy Burdine | Robert David                |  |  | 25 oktober 2008   |  |        |  |  |
| Efter ett problem med Cody Jones tidsmaskin, skickas Serling 50 år tillbaka i tiden, och krymper samtidigt till en leksaks storlek . Titelreferens: The Incredible Shrinking Man |  |                                    |  |             |                             |  |  |                   |  |        |  |  |
| 150 |  | "Identity Crisis"                  |  | Roy Burdine | Michael Ryan                |  |  | 1 november 2008   |  |        |  |  |
| Cyber-Shredder lyckas med ett virus radera sköldpaddornas minnen, och få dem att arbeta för Fotklanen och Khan. April, Casey Jones och serling måste försöka återställa sköldpaddornas minnen. |  |                                    |  |             |                             |  |  |                   |  |        |  |  |
| 151 |  | "Web Wranglers"                    |  | Roy Burdine | Robert David                |  |  | 8 november 2008   |  |        |  |  |
| Cyber-Shredder flyr från cyberrymden. |  |                                    |  |             |                             |  |  |                   |  |        |  |  |
| 152 |  | "Superquest"                       |  | Roy Burdine | Robert David                |  |  | 15 november 2008  |  |        |  |  |
| När Donatello noterar att några fragment av Splinter finns i Michelangelos favorit-TV-spel, beger sig sköldpaddorna in i spelet. |  |                                    |  |             |                             |  |  |                   |  |        |  |  |
| 153 |  | "Virtual Reality Check"            |  | Roy Burdine | Michael Ryan                |  |  | 22 november 2008  |  |        |  |  |
| Cyber-Shredder återvänder återigen från cyberrymden. |  |                                    |  |             |                             |  |  |                   |  |        |  |  |
| 154 |  | "City Under Siege"                 |  | Roy Burdine | Steve Melching              |  |  | 29 november 2008  |  |        |  |  |
| Cyber-Shredder tar kontroll över all elektornik i New York City. |  |                                    |  |             |                             |  |  |                   |  |        |  |  |
| 155 |  | "Super Power Struggle"             |  | Roy Burdine | Robert David                |  |  | 21 februari 2009  |  |        |  |  |
| Turtle Titan återtar sin roll som Turtle Titan. |  |                                    |  |             |                             |  |  |                   |  |        |  |  |
| 156 |  | "Wedding Bells and Bytes"          |  | Roy Burdine | Matthew Drek & Robert David |  |  | 28 februari 2009  |  |        |  |  |
| Sköldpaddorna lyckas återställa Splinter. Sköldpaddorna, Splinter, April och Casey Jones ger sig av mot Northampton, Massachusetts, ovetande om att Cyber-Shredder förföljer dem. Samtidigt stundar bröllopet mellan April och Casey Jones. |  |                                    |  |             |                             |  |  |                   |  |        |  |  |
| 157 |  | "Mayhem from Mutant Island"        |  | Roy Burdine | Matthew Drek & Robert David |  |  | 27 mars 2010      |  |        |  |  |
| Sköldpaddorna angrips av mystiska underjordiska monster. Spåren leder dem till en avlägsen ö, där de stöter på Baxter Stockman. |  |                                    |  |             |                             |  |  |                   |  |        |  |  |

### Fotnoter
1. ↑  "Master Splinter" (17 mars 2012). ”4 Kids Season 7 – Episode 144 (Tempus Fugit)” (på engelska). Mutant Ooze. http://mutantooze.org/wiki/4kids-season-7-episode-144-tempus-fugit/. Läst 17 december 2015.
2. ↑  "Master Splinter" (17 mars 2012). ”4 Kids Season 7 – Episode 145 (Karate Schooled)” (på engelska). Mutant Ooze. http://mutantooze.org/wiki/4kids-season-7-episode-145-karate-schooled/. Läst 17 december 2015.
3. ↑  "Master Splinter" (17 mars 2012). ”4 Kids Season 7 – Episode 146 (Something Wicked)” (på engelska). Mutant Ooze. http://mutantooze.org/wiki/4kids-season-7-episode-146-something-wicked/. Läst 17 december 2015.
4. ↑  "Master Splinter" (17 mars 2012). ”4 Kids Season 7 – Episode 147 (The Engagement Ring)” (på engelska). Mutant Ooze. http://mutantooze.org/wiki/4kids-season-7-episode-147-the-engagement-ring/. Läst 17 december 2015.
5. ↑  "Master Splinter" (17 mars 2012). ”4 Kids Season 7 – Episode 148 (Hacking Stockman)” (på engelska). Mutant Ooze. http://mutantooze.org/wiki/4kids-season-7-episode-148-hacking-stockman/. Läst 17 december 2015.
6. ↑  "Master Splinter" (17 mars 2012). ”4 Kids Season 7 – Episode 149 (The Incredible Shrinking Serling)” (på engelska). Mutant Ooze. http://mutantooze.org/wiki/4kids-season-7-episode-149-the-incredible-shrinking-serling/. Läst 17 december 2015.
7. ↑  "Master Splinter" (17 mars 2012). ”4 Kids Season 7 – Episode 150 (Identity Crisis)” (på engelska). Mutant Ooze. http://mutantooze.org/wiki/4kids-season-7-episode-150-identity-crisis/. Läst 17 december 2015.
8. ↑  "Master Splinter" (17 mars 2012). ”4 Kids Season 7 – Episode 151 (Web Wranglers)” (på engelska). Mutant Ooze. http://mutantooze.org/wiki/4kids-season-7-episode-151-web-wranglers/. Läst 17 december 2015.
9. ↑  "Master Splinter" (17 mars 2012). ”4 Kids Season 7 – Episode 152 (Superquest)” (på engelska). Mutant Ooze. http://mutantooze.org/wiki/4kids-season-7-episode-152-superquest/. Läst 17 december 2015.
10. ↑  "Master Splinter" (17 mars 2012). ”4 Kids Season 7 – Episode 153 (Virtual Reality Check)” (på engelska). Mutant Ooze. http://mutantooze.org/wiki/4kids-season-7-episode-153-virtual-reality-check/. Läst 17 december 2015.
11. ↑  "Master Splinter" (17 mars 2012). ”4 Kids Season 7 – Episode 154 (City Under Siege)” (på engelska). Mutant Ooze. http://mutantooze.org/wiki/4kids-season-7-episode-154-city-under-siege/. Läst 17 december 2015.
12. ↑  "Master Splinter" (17 mars 2012). ”4 Kids Season 7 – Episode 155 (Super Power Struggle)” (på engelska). Mutant Ooze. http://mutantooze.org/wiki/4kids-season-7-episode-155-super-power-struggle/. Läst 17 december 2015.
13. ↑  "Master Splinter" (17 mars 2012). ”4 Kids Season 7 – Episode 156 (Wedding Bells and Bytes)” (på engelska). Mutant Ooze. http://mutantooze.org/wiki/4kids-season-7-episode-156-wedding-bells-and-bytes/. Läst 17 december 2015.